# Lindenberg (Familienname)
Lindenberg ist ein deutscher Familienname.

## Herkunft und Bedeutung
Lindenberg ist ein Herkunftsname für Personen, die aus einer Ortschaft Lindenberg, manchmal auch Lindberg, stammen.

## Namensträger
- Andreas Meyer-Lindenberg (* 1965), deutscher Psychiater und Hochschullehrer
- Anna Lindenberg (1884–1978), deutsche Schriftstellerin und Mundarterzählerin
- Brigitte Lindenberg (1924–2015), deutsche Schauspielerin
- Carl Lindenberg (1850–1928), deutscher Jurist und Philatelist
- Carlos Lindenberg (1899–1991), brasilianischer Politiker und Rechtsanwalt
- Christoph Lindenberg (1930–1999), deutscher Anthroposoph
- Clemens Aap Lindenberg (* 1961), österreichischer Schauspieler
- Edith Lindenberg (1887–1944), deutsches NS-Opfer
- Eduard Lindenberg (1858–1936), deutscher Landrat
- Elsa Lindenberg (1906–1990), deutsche Tänzerin, Tanzpädagogin und Tanztherapeutin
- Erich Lindenberg (1938–2006), deutscher Maler
- Fritz Lindenberg (* 1904), deutscher kaufmännischer Angestellter und Funktionär
- Fritz Mayer-Lindenberg (* 1949), deutscher Informatiker und Hochschullehrer
- Hedwig Lindenberg (1866–1951), deutsche Marinemalerin
- Heinrich Lindenberg (Theologe) (1842–1924), deutscher evangelisch-lutherischer Geistlicher, Hauptpastor und Senior
- Heinrich Lindenberg (Politiker) (1902–1982), deutscher Politiker (CDU), MdB
- Helene Menne-Lindenberg (1919–1988), deutsche Malerin
- Hermann Meyer-Lindenberg (1912–1982), deutscher Jurist und Diplomat
- Hugo Lindenberg (* 1978), französischer Schriftsteller und Journalist
- Janin Lindenberg (Janine March; * 1987), deutsche Leichtathletin und Bundespolizistin
- Johann Bernhard Wilhelm Lindenberg (1781–1851), deutscher Jurist und Botaniker
- Johann C. Lindenberg (* 1946), deutscher Industriemanager
- Johann Carl Lindenberg (1798–1892), deutscher evangelisch-lutherischer Geistlicher
- Johann Caspar Lindenberg (1740–1824), deutscher Politiker, Bürgermeister von Lübeck
- Karl Lindenberg (1883–1945), preußischer Verwaltungsjurist und Landrat
- Käthe Lindenberg (1906–1980), deutsche Schauspielerin bei Bühne, Film und Fernsehen
- Michael Lindenberg (* 1954), deutscher Sozialpädagoge und Hochschullehrer
- Otto Lindenberg (1894–1968), deutscher Politiker (KPD), MdL des Hannoverschen Landtages
- Paul Lindenberg (1859–1943), deutscher Journalist und Schriftsteller
- Peter Lindenberg (* 1965), deutscher Maler, Bildhauer und Videokünstler
- Richard Lindenberg (1869–1925), deutscher Unternehmer und Erfinder
- Ruth Müller-Lindenberg (* 1959), deutsche Musikwissenschaftlerin und Hochschullehrerin
- Siegwart Lindenberg (* 1941), deutsch-niederländischer Sozialwissenschaftler
- Tino Lindenberg (* 1975), deutscher Schauspieler
- Udo Lindenberg (* 1946), deutscher Rockmusiker, Schriftsteller und Kunstmaler
- Wilhelm Lindenberg (1853–1923), deutscher Arzt und Freimaurer
- Wladimir Lindenberg (1902–1997), russisch-deutscher Nervenarzt und Schriftsteller